# Sivry-lès-Buzancy
Pour les articles homonymes, voir Sivry et Buzancy.
Sivry-lès-Buzancy est une localité de Buzancy et une ancienne commune française, située dans le département des Ardennes en région Grand Est.
Elle a fusionné, le 29 décembre 1973, avec la commune de Buzancy.

## Géographie
La commune avait une superficie de 7,11 km2

## Histoire
Les 4 au 5 octobre 1792, l'armée prussienne est en retraite après avoir été vaincue lors de la bataille de Valmy le 20 septembre 1792. L'écrivain allemand GOETHE et ses compagnons campent dans ce village et découvre une spécialité culinaire Française, le Pot-au-Feu. Il rédige dans ses écrits de la campagne de France 1792 son arrivée et une belle famille de Sivry-lès-Buzancy préparant ce repas.
Sivry-lès-Buzancy est un village labellisé de l'itinéraire culturel Européen "La Route de Goethe - Campagne de France 1792".
Par arrêté préfectoral du 20 décembre 1973, la commune de Sivry-lès-Buzancy est rattachée, le 29 décembre 1973, à la commune de Buzancy.

## Politique et administration
| Période                                  | Période | Identité  | Étiquette | Qualité |
| ---------------------------------------- | ------- | --------- | --------- | ------- |
| 1879                                     |         | Guillaume |           |         |
| Les données manquantes sont à compléter. |         |           |           |         |

## Démographie
| 1793 | 1800 | 1806 | 1821 | 1831 | 1836 | 1841 | 1846 | 1851 |
| ---- | ---- | ---- | ---- | ---- | ---- | ---- | ---- | ---- |
| 158  | 165  | 176  | 152  | 127  | 155  | 177  | 171  | 174  |

| 1856 | 1861 | 1866 | 1872 | 1876 | 1881 | 1886 | 1891 | 1896 |
| ---- | ---- | ---- | ---- | ---- | ---- | ---- | ---- | ---- |
| lac. | lac. | 187  | 184  | 187  | 150  | 157  | 144  | 152  |

| 1901 | 1906 | 1911 | 1921 | 1926 | 1931 | 1936 | 1946 | 1954 |
| ---- | ---- | ---- | ---- | ---- | ---- | ---- | ---- | ---- |
| 132  | 120  | 121  | 77   | 69   | 81   | 78   | 57   | 52   |

| 1962 | 1968 | - | - | - | - | - | - | - |
| ---- | ---- | - | - | - | - | - | - | - |
| 50   | 51   | - | - | - | - | - | - | - |

Histogramme

(élaboration graphique par Wikipédia)

## Lieux et monuments
- Église Saint-Nicolas.